# Una bara per lo sceriffo
Una bara per lo sceriffo è un film western del 1965 diretto da Mario Caiano.

## Trama
A Richmond, arriva un misterioso pistolero che dice di chiamarsi Texas Joe. Quella sera stessa, gli uomini di Lupe Rojo, un bandito ricercato, organizzano una rapina alla banca del paese, e Texas Joe, si unisce a loro, portando un ferito in salvo, per dimostrare la sua buona fede.

Il tipico annuncio di taglia

Ma presto si svela la vera identità del pistolero: per entrare a far parte della banda infatti, bisogna battere un altro membro della banda ad un duello all'ultimo sangue. Così, Joe Logan - questi è il vero nome del misterioso individuo - quando ferisce a morte il suo nemico, gli si avvicina e gli chiede chi fosse stato, tra i membri della banda, durante una rapina ad una diligenza avvenuta anni prima, a violentare e uccidere una donna. L'uomo muore senza rivelarglielo, e Texas Joe è costretto a far finta di nulla e ad entrare a far parte della banda di Lupe Rojo per ottenere altre informazioni. 
Intanto i banditi progettano un assalto alla fattoria di un ricco proprietario di animali, Wilson, amico di Joe. Allora Joe, fingendo di portare il cavallo a bere, va ad avvertire Wilson, ma quando torna il suo cavallo è molto sudato, e i banditi si insospettiscono. Quando poi attaccano la fattoria e si rendono conto che gli uomini di Wilson li stavano aspettando con i fucili spianati, pestano a sangue Texas Joe per sapere perché si era infiltrato nella banda.
Pur di scoprire chi è, i banditi rapiscono la figlia di Wilson, per ottenere informazioni da lei, visto che Texas Joe l'aveva difesa. La povera ragazza non sa nulla, ma i banditi, credendo che in realtà non parla per proteggere Texas Joe, decidono di violentarla e ucciderla, e uno di loro si fa scappare che l'aveva già fatto tempo prima, durante la rapina ad una diligenza.

Il poker è un ottimo pretesto per una rissa...

Texas Joe, accecato dall'ira, inizia a bruciare le corde che lo legano, mettendo i polsi nel fuoco del camino, ignorando il dolore. A questo punto però, la sguattera dei banditi si ribella, non riuscendo a sopportare l'idea di veder violentare una ragazza e, raccogliendo una pistola, uccide Lupo Rojo. Nella confusione creatasi però, Texas Joe si libera definitivamente delle corde, raccoglie la pistola che la sguattera aveva lasciato cadere e, usando un tavolo ribaltato per proteggersi uccide quasi tutti i membri della banda. 
Riesce a scappare proprio quello che aveva ucciso la donna nella diligenza, ma Texas Joe si lancia al suo inseguimento e lo uccide.

La suggestiva ambientazione

## Estero
All'estero il film è conosciuto come:
- A Coffin for the Sheriff / Lone and Angry Man (USA)
- Un Cercuil Pour Le Scerif (Francia)
- Eine Bahre für den Sheriff (Germania)
- Ena feretro già ton serifi (Grecia)
- En kista för sheriffen (Svezia)
- Una tumba para el Sheriff (Spagna)